# Vlahovo (Svrljig)
Pour les articles homonymes, voir Vlahovo.
Vlahovo (en serbe cyrillique : Влахово) est un village de Serbie situé dans la municipalité de Svrljig, district de Nišava. Au recensement de 2011, il comptait 101 habitants.

## Démographie
| 1948 | 1953 | 1961 | 1971 | 1981 | 1991 | 2002 | 2011 |
| ---- | ---- | ---- | ---- | ---- | ---- | ---- | ---- |
| 655  | 623  | 523  | 470  | 397  | 255  | 163  | 101  |

|  |